# F1 Manager 2024
F1 Manager 2024 est un jeu de gestion sportive, développé et publié par Frontier Developments. Il s'agit du jeu de simulation de gestion de course officiel des championnats 2023 de Formule 1, Formule 2 et Formule 3, et du troisième volet de la série F1 Manager de Frontier Developments. Le jeu est sorti sur Nintendo Switch, PlayStation 4, PlayStation 5, Windows, Xbox One et Xbox Series X/S le 23 juillet 2024.

## Système de jeu
En plus du gameplay traditionnel de la série, F1 Manager 2024 incluait un nouveau mode « Créer une équipe », donnant aux joueurs la possibilité de participer en tant que 11e équipe sur la grille pour la première fois. Cela permet aux joueurs de créer un véhicule avec une livrée personnalisée pour leur équipe, en plus des capacités de gestion standard disponibles s'ils sélectionnent l'une des tenues existantes. Le mode de relecture de course, introduit dans F1 Manager 2023, est également de retour pour permettre aux joueurs de revivre des moments de la saison 2024 du monde réel. Les commentateurs de Sky Sports F1, David Croft et Karun Chandhok, sont revenus pour raconter les moments clés du match.

## Développement et publication
F1 Manager 2024 est le troisième titre de la série F1 Manager, les trois titres étant développés et publiés par Frontier Developments au Royaume-Uni. En plus de la sortie régulière sur PlayStation 4, PlayStation 5, Windows, Xbox One et Xbox Series X/S , le jeu a également été lancé sur Nintendo Switch pour la première fois de la série . Le jeu est sorti le 23 juillet 2024.

## Réception
F1 Manager 2024 a recu des avis généralement favorables selon l'agrégateur d'avis Metacritic,,.